# Pavane (Fauré)

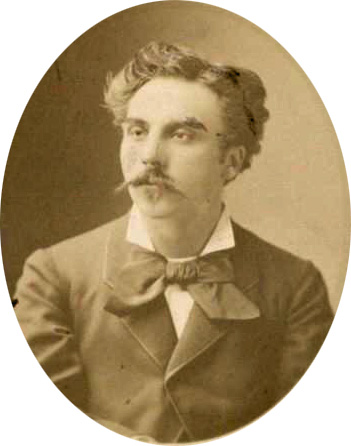
Fauré-1875.

A Pavane em fá sustenido menor, Op. 50, é uma composição para orquestra e coro opcional, do compositor Francês Gabriel Fauré, escrita em 1887. De ritmo pausado e estrutura arcaizante, que pretende evocar a pavana que era dançada na corte espanhola, esta peça se caracteriza pela elegância da melodia e a originalidade harmónica, tão próprias ao compositor francês. A peça foi composta para uma formação camerística, incluindo uma pequena orquestra de cordas acrescida de pares de flautas, oboés, clarinetes, fagotes e trompas. Sua representação dura em torno de sete minutos.

## História
A pavane foi inicialmente escrita, no ano de 1886, apenas para orquestra. Mais tarde foi incorporada a parte coral na intenção de que a obra, fosse também coreografada para uma grande apresentação. A obra foi dedicada à condessa Élisabeth Greffulhe, é um verdadeiro "retrato musical" da condessa, famosa por sua beleza, elegância e abordagem a que Fauré chamado de "Madame ma Fée1. ". O músico acrescentou a pedido deste último, uma parte do refrão (sopranos, contraltos, tenores e baixos) sobre um texto de Robert de Montesquiou-Fezensac.
A estréia ocorreu no dia 25 de novembro de 1888 nos Concerts Lamoureux dirigida por Charles Lamoureux. A versão coral foi apresentada três dias depois pela orquestra da Sociedade Nacional de Música. 
A influência do trabalho de Fauré pode ser medida pelo fato de ter inspirado o passepied da Suite bergamasque de Claude Debussy assim como a Pavane pour une infante défunte de Maurice Ravel, escrita quando este ainda era aluno de Fauré no Conservatório de París.

## Letra
A parte coral tem letra de Robert de Montesquiou, primo da condessa Elisabeth Greffuhle, que sugeriu sua elaboração. Consiste de versos de sentido impreciso, à moda de Verlaine, evocando a angústia romântica do ser humano.
C'est Lindor, c'est Tircis et c'est tous nos vainqueurs!

C'est Myrtille, c'est Lydé! Les reines de nos coeurs!

Comme ils sont provocants! Comme ils sont fiers toujours!

Comme on ose régner sur nos sorts et nos jours!

Faites attention! Observez la mesure!

Ô la mortelle injure! La cadence est moins lente!

Et la chute plus sûre! Nous rabattrons bien leur caquets!

Nous serons bientôt leurs laquais!

Qu'ils sont laids! Chers minois!

Qu'ils sont fols! (Airs coquets!)

Et c'est toujours de même, et c'est ainsi toujours!

On s'adore! On se hait! On maudit ses amours!

Adieu Myrtille, Eglé, Chloé, démons moqueurs!

Adieu donc et bons jours aux tyrans de nos coeurs!

Et bons jours!